# Mir Hazar Khan Khoso
Mir Hazar Khan Khoso (en ourdou : میر ہزار خان کھوسو), né le 30 septembre 1929 dans le district de Jafarabad (province du Baloutchistan, Inde britannique) et mort le 26 juin 2021, est un juge et homme d'État pakistanais indépendant. 
Il est Premier ministre à titre provisoire du 25 mars au 5 juin 2013, en attendant les élections législatives du 11 mai 2013.

## Biographie
Mir Hazar Khan Khoso est né le 30 septembre 1929 dans le village de Goth Azam Khan (district de Jafarabad) dans le sud de la province du Baloutchistan. 
Il obtient un bachelor en droit de l'université du Sind en 1954.
Il commence sa carrière en tant qu'avocat à la Haute cour du Sind (alors appelée West Pakistan Karachi Bench) en 1957 et devient avocat à la Cour suprême en 1980. 
Il est nommé Premier ministre à titre provisoire par le Commission électorale du Pakistan le 25 mars 2013 afin d'assurer le déroulement équitable des élections législatives du 11 mai 2013.